# ليونز (جورجيا)
ليونز (بالإنجليزية: Lyons, Georgia)‏ هي مدينة تقع في مقاطعة تومبز بولاية جورجيا في الولايات المتحدة. تبلغ مساحة هذه المدينة 19.5 (كم²)، وترتفع عن سطح البحر 73 م، بلغ عدد سكانها 4169 نسمة في عام 2010 حسب إحصاء مكتب تعداد الولايات المتحدة.

## أعلام
- نيك إيسون
- دون كولينز
- آل سانت جون
- كرايغ كامبل

## وصلات خارجية
- Cities & Counties - Georgia.gov